# Luis von Ahn
Luis von Ahn (Città del Guatemala, 19 agosto 1978) è un informatico guatemalteco, docente universitario presso l'Università Carnegie Mellon di Pittsburgh, negli Stati Uniti d'America.
È divenuto famoso soprattutto per essere stato uno dei fondatori del crowdsourcing, per l'invenzione del CAPTCHA e per la fondazione dell'azienda reCAPTCHA, in seguito venduta a Google, e il fondatore, insieme a Severin Hacker, della piattaforma di e-learning di lingue Duolingo.

## Biografia
Von Ahn nasce e cresce a Città del Guatemala, dove frequenta la scuola americana. Dopo la laurea in matematica all'Università Duke, consegue il dottorato presso l'Università Carnegie Mellon con Manuel Blum.
Dopo essersi occupato in un primo momento di crittografia, von Ahn conia nella sua tesi di dottorato la locuzione human computation per descrivere metodi capaci di risolvere problemi non risolvibili né dai soli esseri umani né dalle sole macchine, mediante la combinazione delle capacità cognitive umane con la tecnologia del computer. 
Von Ahn ha continuato poi a occuparsi di questo campo di ricerca, in particolare dei cosiddetti GWAP (games with a purpose), ossia giochi che risolvono problemi attraverso la computazione umana. Nel primo gioco di questo tipo da lui realizzato, il cosiddetto Extra sensory perception game, i giocatori devono assegnare un nome a porzioni di immagini, nel modo più rapido possibile. I dati ottenuti da questo gioco vengono tra l'altro utilizzati da Google per la ricerca di immagini.
Per le sue ricerche nel settore CAPTCHA, sugli human-based computation games e sull´elaborazione dati basati sull'attività umana, von Ahn è stato insignito del MacArthur Fellowship e del Grace Murray Hopper Award.
Dal 2011 lavora al progetto Duolingo, tradotto in diverse lingue da volontari di siti web.
Nel 2018 ha vinto il Premio Lemelson-MIT.